# Europees kampioenschap volleybal junioren 2014 (vrouwen)

Deze pagina beschrijft het Europees kampioenschap volleybal voor junioren in het jaar 2014. Het toernooi staat onder de auspiciën van de CEV.

## Meisjes
Het toernooi voor de meisjes werd gehouden van 16 augustus tot en met 24 augustus 2014 in Tartu, Estland en Tampere, Finland. De titelhouder zijn de junioren uit Turkije.

### Geplaatste teams
- Gastlanden
  -  Finland
  -  Estland
- Gekwalificeerd na de kwalificaties
  -  Italië
  -  Servië
  -  Turkije
  -  Bulgarije
  -  Slovenië
  -  België
  -  Tsjechië
  -  Duitsland
  -  Rusland
  -  Nederland
  -  Griekenland

## Groepsfase

#### Groep A
|      |             |     | Wedstrijden | Wedstrijden | Sets | Sets | Sets |
| Rank | Team        | Pts | W           | L           | W    | L    |      |
| ---- | ----------- | --- | ----------- | ----------- | ---- | ---- | ---- |
| 1    | Servië      | 3   | 1           | 0           | 3    | 0    |      |
| 2    | Griekenland | 3   | 1           | 0           | 3    | 1    |      |
| 3    | Bulgarije   | 2   | 1           | 0           | 3    | 2    |      |
| 4    | Nederland   | 1   | 0           | 1           | 2    | 3    |      |
| 5    | Tsjechië    | 0   | 0           | 1           | 1    | 3    |      |
| 6    | Estland     | 0   | 0           | 1           | 0    | 3    |      |

### Groep B
|      |          |     | Wedstrijden | Wedstrijden | Sets | Sets | Sets |
| Rank | Team     | Pts | W           | L           | W    | L    |      |
| ---- | -------- | --- | ----------- | ----------- | ---- | ---- | ---- |
| 1    | Rusland  | 3   | 1           | 0           | 3    | 0    |      |
| 2    | Slovenië | 3   | 1           | 0           | 3    | 0    |      |
| 3    | België   | 2   | 1           | 0           | 3    | 2    |      |
| 4    | Italië   | 1   | 0           | 1           | 2    | 3    |      |
| 5    | Turkije  | 0   | 0           | 1           | 0    | 3    |      |
| 6    | Finland  | 0   | 0           | 1           | 0    | 3    |      |

##### Halve finale
| Datum       | Tijd |  | Score |  | Set 1 | Set 2 | Set 3 | Set 4 | Set 5 | Totaal |
| ----------- | ---- |  | ----- |  | ----- | ----- | ----- | ----- | ----- | ------ |
| 23 aug 2014 |      |  | -     |  |       |       |       |       |       |        |
| 23 aug 2014 |      |  | -     |  |       |       |       |       |       |        |

##### Finale
| Datum       | Tijd |  | Score |  | Set 1 | Set 2 | Set 3 | Set 4 | Set 5 | Totaal |
| ----------- | ---- |  | ----- |  | ----- | ----- | ----- | ----- | ----- | ------ |
| 24 aug 2014 |      |  | -     |  |       |       |       |       |       |        |